# 2301 Whitford
A 2301 Whitford (ideiglenes jelöléssel 1965 WJ) a Naprendszer kisbolygóövében található aszteroida. Az Indianai Egyetem fedezte fel 1965. november 20-án.